# Ti amo ti odio
Ti amo ti odio è il secondo singolo estratto dall'album Musica del cantante svizzero Paolo Meneguzzi, uscito il 9 marzo 2007.
È una ballata pop, estiva, ritmata e musicalmente fresca che racchiude in due termini il conflitto di amore ed odio nel sensuale gioco della seduzione: la riflessione della scelta di un amore libero ed indipendente, della predilezione della passione piuttosto che l'impegno di un rapporto duraturo.

## Classifiche
Te amo, te odio
| Classifica (2009) | Posizione massima |
| ----------------- | ----------------- |
| Cile              | 71                |